# دان بيرد
دانيال بيرد (بالإنجليزية: Dan Byrd) معروف بـ (دان بيرد) ولد في (20 نوفمبر 1985) في ماريتا، جورجيا في الولايات المتحدة الأمريكية، ممثل كوميدي أمريكي، أدواره ومن أبرز 2006 طبعة جديدة من التلال لها عيون، ومسلسل الكوميدي من قناة سي يو، سلسلة الكوميديا الأصلي غرباء في أمريكا، وفي قيلم قصة سندريلا إلى جانب هيلاري داف، ومسلسل الكوميدي من قناة ايه بي سي نيوز، مسلسل كوغر تاون.

## الحياة والمهنة
ولد بيرد في ماريتا بولاية جورجيا ، وبدأ يتصرف في سن مبكرة. وكان له دور الشاشة الأولى في فيلم 1999 وأول أيار / مايو، الذي لعب بطولته جولي هاريس، وميكي روني. ثم ذهب لتقديم سلسلة من الظهور في المسلسلات التلفزيونية مثل الحكم ايمي في أي يوم الآن، وأوروبا، ومست بها ملك قبل الحصول على دوره في اندلاع أول المصغرة سلسلة تي ان تي سالم لوط اللعب تلميذ مارك بيتري. المصغرة الجزء الثاني من السلسلة أيضا دور البطولة روب لوي، أندريه بروير، جيمس كرومويل ودونالد ساذرلاند.
أيضا في عام 2004، بدا بيرد في قصة سندريلا إلى جانب هيلاري داف. وأعقب هذا المشروع من قبل مجموعة سي بي اس لم يدم طويلا، نادي، بجانب ماري، مايكل جاي وايت، جون اورتيز وكريستوفر لويد.
في عام 2006، لعب دور البطولة في طبعة جديدة بيرد (ألكسندر أجا) التلال لديه عيون الفيلم، على أساس فيلم ويس كرافن الأصلي الكلاسيكية عبادة 1977، شاركت نجمة ارون ستانفورد، إيميلي دي رافين، فانيسا شو، تيد ليفين وكاثلين كوينلان
أيضا في عام 2006، بيرد أيضا دور البطولة إلى جانب جون ترافولتا في فيلم الجريمة الفترة ونلي هارتس. وجاءت قصة من واقع الحياة القتلة مارثا بيك ورايموند فيرنانديز (الذي تضطلع به سلمى حايك وجاريد ليتو على التوالي)، الذي وضع الافتتان الملتوية مع بعضها البعض أثناء سفرهم في البلد من خلال استدراج الضحايا الغافلين الإعلانات الشخصية في الصحيفة. لعبت ترافولتا المخبر زمام المبادرة في هذه القضية وبيرد ابنه المضطرب. جيمس النجوم أيضا.
وكان تم تعيين بيرد لتظهر في طبعة ثانية عام 2007 الثأر من المهووسين التي تنتجها للإنتاج العجائب ميكروغرام الذرية وفوكس ، ولكن بعد ثلاثة اسابيع من التصوير، وإلغاء المشروع. ثم ذهب إلى نجمة في الكوميديا «غرباء في أمريكا»  والذي يتبع ربة منزل ولاية ويسكونسن ويرتب لاستضافة طالب النقد الأجنبي، واعتبرت الزائر سوف تساعد ابنها خجولة (بيرد) أصبح أكثر شعبية. ومع ذلك، تظهر استمر موسم واحد فقط.
في أكتوبر 2008، أفادت مجلة انترتينمنت ويكلي التي كانت المدلى بها في أبطال بيرد في دور متكرر كما زاكاري كوينتو لمتدربة. يلعب لوقا كامبل ولديه القدرة على تصدر نبضات الميكروويف. وهو ملتزم الظهور في ما لا يقل عن ثلاث حلقات خلال وحدة التخزين «الأبطال: الهاربون». بيرد كما ظهر في حلقة من أي بي سي الأسرة واليونانية وديل (كلارك ديوك) صديق المدرسة الثانوية.
في عام 2010، ولعب دور مساند من براندون، مثلية جنسية في سن المراهقة الذي يدعي النوم مع الممثلة ايما ستون بفيلم (ألف في سهل).
في الوقت الراهن في مرحلة ما بعد الإنتاج هو فيلم ودعا نورمان الذي يلعب بيرد عنوان الطابع. القصة تتبع المدرسة الثانوية العليا  الذين يديم كذبة انه مريضا بالسرطان لكسب التعاطف من أقرانه. جائزة الأوسكار ريتشارد جنكينز مرشح يلعب والده. إميلي فان كامب وآدم غولدبرغ نجم أيضا.
دور بيرد التلفزيونية الحالي في مدينة الكوميديا كوغار أي بي سي سلسلة، ونجل الشخصية الرئيسية الذي تقوم به كورتني كوكس أركيت.

## فيلموغرافيه
| السنة     | العنوان                                                | الدور             |
| --------- | ------------------------------------------------------ | ----------------- |
| 1999      | الأول من أيار                                          | كوري              |
| 1999      | والسعر من كسر في القلب                                 | اريك              |
| 2000      | 28 يوما                                                | دان               |
| 2001      | اعتماد اليوم                                           | تود               |
| 2001      | التجريبية                                              | باتريك يونغ       |
| 2001      | اسأل فقط أولادي                                        | بريان             |
| 2001      | لائحة                                                  | روس               |
| 2002      | مشروع جيليلاند اريك                                    | نفسه              |
| 2002      | منظمة التضامن المسيحي الدولية: التحقيق في موقع الجريمة | برادلي جيك        |
| 2002      | متميز 2 : ألهب                                         | بول               |
| 2002      | أي يوم الآن                                            | الشاب كوليار سيمز |
| 2002      | غرفة كابوس                                             | درو               |
| 2002      | حالة سماح غريس                                         | موس كيني          |
| 2002      | المدينة المزدهرة                                       | كولسون إدي        |
| 2002      | تطرق من قبل الملاك                                     | هردويك سكوت       |
| 2005      | هل نحن هناك حتى؟                                       | نفسه              |
| 2003      | بريزيديو ميد                                           | كورتيس التمان     |
| 2003      | الجارديان                                              | هيثرنجتون جيرمي   |
| 2004      | جوان من اركاديا                                        | سكوت بروكس        |
| 2004      | سالم لوط                                               | مارك بيتري        |
| 2004      | قصة سندريلا                                            | فاريل كارتر       |
| 2005      | مراقبة بالخارج                                         | جايسون أبل        |
| 2005      | الجنائزى                                               | جوناثان دويل      |
| 2005      | النادي                                                 | سكوت هردويك       |
| 2006      | التلال لها عيون                                        | بوبي كارتر        |
| 2006      | جام                                                    | جوش               |
| 2006      | نادي الصبي                                             | بيبر دينيس        |
| 2006      | ونلي هارتس                                             | إدي روبنسون       |
| 2006      | تحريم تريل: الكنز من بوتش كاسيدي                       | جيس               |
| 2007      | شبح هامس                                               | جايسون بينيت      |
| 2007      | بوسطن ليغال                                            | سكانلون إدوارد    |
| 2007-2008 | غرباء في أمريكا                                        | جوستين تولشوك     |
| 2008      | اليونانية                                              | كيرك              |
| 2008      | هيروز                                                  | كامبل لوقا        |
| 2010-2009 | كوغر تاون                                              | ترافيس كوب        |
| 2010      | نورمان                                                 | نورمان لونغ       |
| 2010      | السهل أن                                               | براندون           |

## الجوائز والترشيحات

### فاز
- 2000 : مهرجان الأطفال الدولي بربانك لسينما: هل الطفل أفضل ممثل للمرة الأولى من.[11]
- 2000 : جائزة الفنان الشاب: أفضل ممثل مساعد في مسلسل درامي عن أي يوم الآن.[12]
- 2010 : مهرجان رود أيلاند السينمائي الدولي: أفضل ممثل لنورمان.[5]

### ترشح
- 2001 : جائزة الفنان الشاب: أفضل ممثل في مسلسل درامي في أي يوم.[13]
- 2005 : جائزة الفنان الشاب: أفضل أداء في فيلم تلفزيوني مسلسلات، أو الخاصة التي تفضي الممثل الشاب عن «الكثير صحية».[14]